# 波塔努尔
波塔努尔（Pothanur），是印度泰米尔纳德邦Namakkal县的一个城镇。总人口13967（2001年）。

## 人口
该地2001年总人口13967人，其中男性7117人，女性6850人；0—6岁人口1287人，其中男686人，女601人；识字率70.32%，其中男性为77.94%，女性为62.39%。